# Спортивная школа № 33 (Уфа)
Спортивная школа олимпийского резерва № 33 (ранее — по прыжкам на лыжах с трамплина и лыжному двоеборью) — специализированная детско-юношеская школа олимпийского резерва города Уфы. Действует на базе спортивно-оздоровительного комплекса «Трамплин», которая управляет школой.
Среди воспитанников Д. В. Васильев, И. И. Гарифуллин, Ф. Ш. Закиров, С. Е. Масленников, И. Р. Фаткуллин, Э. Р. Яхин, а также 45 мастеров спорта СССР и России. Со школой связана деятельность Р. Р. Абрарова, Н. Н. Безносова, А. М. Курамшина.

## Описание
Имеет трамплины К-40, К-60 и К-90, а также К-5, К-10 и К-26.

## История
В 1964 построен трамплин К-60, позже реконструированный в К-90.
Школа создана в 1981 как детско-юношеская спортивная школа по прыжкам на лыжах с трамплина и лыжному двоеборью.
С 2008 — современное название. В 2012 работало 10 тренеров-преподавателей. В 2016 снесён недостроенный трамплин К-120, строившийся с 1992.